# Marco Bonamico
Marco Bonamico (Génova, 18 de janeiro de 1957 – Bolonha, 4 de agosto de 2025) foi um basquetebolista italiano que integrou a seleção italiana que conquistou a medalha de prata disputada nos XXII Jogos Olímpicos de Verão realizados em Moscou em 1980.